# Robert Pound
Robert Vivian Pound (Fort Erie, 16 de maio de 1919 — Belmont (Massachusetts), 12 de abril de 2010) foi um físico estadunidense que ajudou a descobrir a ressonância magnética nuclear e que elaborou o experimento de Pound-Rebka, que deu suporte à teoria da relatividade geral.